# 아이템매니아
아이템매니아(영어: itemmania)는 온라인 게임의 아이템 거래를 중개하는 인터넷 사이트(www.itemmania.com)로, 2002년 7월 서비스를 시작해 2017년을 기준으로 대한민국의 게임 아이템 중개시장 점유율 1위를 기록하고 있다.

## 연혁
- 2002년 7월: 아이템매니아 설립.
- 2009년 4월: ㈜아이엠아이로 법인명 변경

## 같이 보기
- 디마켓